# Nils Gralén

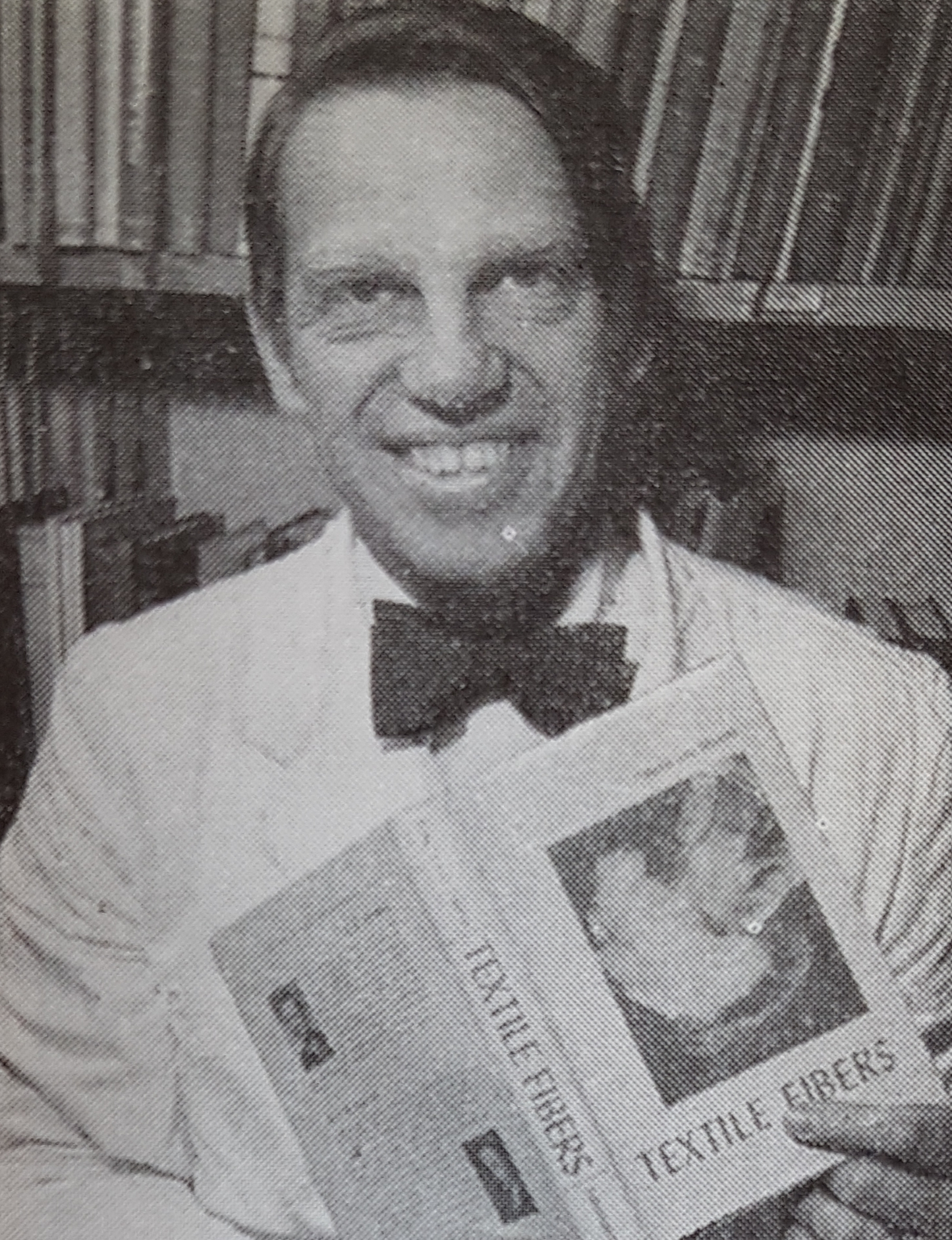
Nils Gralén

Nils Gustaf Josef Gralén, född 3 april 1912 i Örebro, död 17 mars 1998 i Göteborg, var en svensk kemist och professor.
Nils Gralén disputerade 1944 vid Uppsala universitet. Han var 1948–1977 professor i textilkemi vid Chalmers tekniska högskola och högskolans rektor 1966-1974. Han invaldes 1950 i Ingenjörsvetenskapsakademien och blev 1968 ledamot av Vetenskapsakademien.